# Andriej Czernyszow
Andriej Aleksiejewicz Czernyszow (ros. Андрей Алексеевич Чернышов, ur. 7 stycznia 1968 w Moskwie) – rosyjski piłkarz, grający najczęściej na pozycji obrońcy, reprezentant Związku Radzieckiego i Wspólnoty Niepodległych Państw oraz Rosji, trener piłkarski.

## Kariera piłkarska
Wychowanek moskiewskich klubów Smiena i Dinamo. Z ekipy juniorów Dinama trafił do drużyny rezerw, a w 1988 do pierwszego zespołu, gdzie wywalczył miejsce w podstawowej jedenastce. W 1992 został zawodnikiem innego znanego moskiewskiego klubu – Spartaka, z którym dwukrotnie sięgnął po Mistrzostwo Rosji (1992, 1993) oraz po Puchar Rosji (1992), by w 1993 powrócić do Dynama. W czasie drugiego pobytu w Dynamie sięgnął po Puchar Rosji w 1994 i przyczynił się do jego zdobycia w 1995. Następnie wyjechał do Austrii reprezentować barwy Sturmu Graz. W ciągu kolejnych sezonów często zmieniał kluby. Grał m.in. w greckim PAOK FC, niemieckim SpVgg Greuther Fürth, belgijskim Royal Antwerp FC oraz austriackich DSV Leoben i BSV Bad Bleiberg. Kilkakrotnie wracał do Rosji, by ostatecznie zakończyć karierę z powodu kontuzji w 2001 jako zawodnik Rubina Kazań.
W latach 1990–1991 rozegrał 18 meczów w reprezentacji ZSRR, a w 1992 8 gier w zespole Wspólnoty Niepodległych Państw, z którym wystąpił w Euro 1992. W tym samym roku zadebiutował w nowo powstałej reprezentacji Rosji. Jednak już w lutym 1993 zakończył występy reprezentacyjne zaliczając 3 gry w barwach Rosji. Największym jego sukcesem w futbolu reprezentacyjnym było Mistrzostwo Europy U-21 zdobyte w 1990.

## Kariera trenerska
Po zakończeniu kariery piłkarskiej rozpoczął pracę jako szkoleniowiec w Rosyjskim Związku Piłki Nożnej. Pracował z zespołem juniorów Rosji oraz pierwszą reprezentacją jako członek sztabu szkoleniowego. W latach 2002–2005 prowadził rosyjską młodzieżówkę. W 2003 przez trzy miesiące prowadził drużynę Spartaka. Po zakończeniu pracy z reprezentacją Rosji w 2006 wyjechał do Gruzji, gdzie pracował z Dinamem Tbilisi. Od 2006 prowadził białoruską drużynę Lokomotiwu Witebsk. Podał się do dymisji 1 maja 2007, po zaledwie 3 meczach nowego sezonu. W 2008 był szkoleniowcem Dinama Briańsk. Prowadził też takie kluby jak: Standard Sumgait, Akżajyk Orał, Al-Shoalah, Al-Fahaheel FC i Spartak Subotica.